# Volker Hömberg

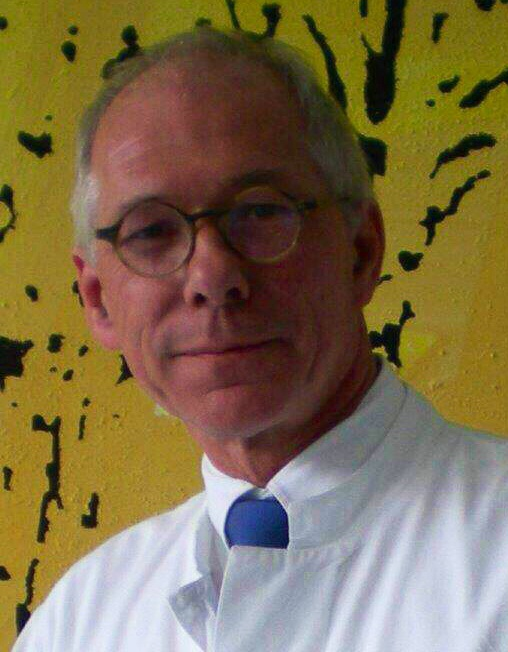
Volker Hömberg

Volker Hömberg (* 25. Juli 1954 in Wevelinghoven) ist ein deutscher Neurologe.

## Leben und Wirken
Hömberg studierte von 1973 bis 1980 Medizin an den Universitäten Düsseldorf und Freiburg im Breisgau. Das Wahlfach Neurologie belegte er am Boston City Hospital, Boston, Massachusetts, sowie am National Hospital for Nervous Diseases, London. Ab 1975 arbeitete er als Junior-Wissenschaftler im Institut für Neuropsychologie bei Gerhard Grünewald am Cécile und Oskar Vogt-Institut für Hirnforschung in Düsseldorf. Seine Klinische Ausbildung durchlief er bei Hans-Joachim Freund am Institut für Neurologie der Universität Düsseldorf, wo er 1985 Oberarzt wurde.
Im April 1987 wurde Hömberg Medizinischer Direktor des Neurologischen Therapiecentrums (NTC), Institut der Universität Düsseldorf, und 1997 des Neurologischen Therapiecentrums Köln. 1993 habilitierte er bei Hans-Joachim Freund an der Universität Düsseldorf für das Fach Neurologie. 2000 wurde er Chefarzt der Neurologie an der auf seine Initiative neu entstandenen St. Mauritius Therapieklinik in Meerbusch. Ab 2003 wurde er deren Ärztlicher Direktor. 2011 wechselte Hömberg zum SRH-Gesundheitszentrum nach Bad Wimpfen, wo er die Abteilung für Neurologie übernahm und die Abteilung für neurologische Rehabilitation aufbaute.
Die Literatur- und Zitationsdatenbank Scopus führt Volker Hömberg als Autor bzw. Mitautor von 126 Fachpublikationen und schreibt ihm einen h-Index von 41 zu (Stand: 2023).

## Berufspolitisches Wirken
Herr Hömberg gehört dem DGNR-Vorstand an. Hömberg ist stellvertretender Vorsitzender des Bundesverbandes NeuroRehabilitation seit der Gründung 2005. Seit 2003 ist Hömberg Executive Director der World Federation for Neuro-Rehabilitation (WFNR) und der European Federation of Neurorehabilitation Societies (EFNRS). 2004 wurde Hömberg auf Anregung von Ute-Henriette Ohoven in das Kuratorium der ZNS – Hannelore Kohl Stiftung berufen. 2011 wurde Volker Hömberg in den Wissenschaftlichen Beirat der Stiftung Deutsche Schlaganfall-Hilfe berufen.

## Schriften (Auswahl)
Als Autor:
- mit Klaus von Wild, Annegret Ritz: Das schädelverletzte Kind (= Fortschritte in der Neurotraumatologie und klinischen Neuropsychologie. Bd. 3). Zuckschwerdt, München 1999, ISBN 3-88603-677-4.
- mit Kristina Müller: Kapitel 18: Neurorehabilitation bei Kindern. In: Rudolf Korinthenberg, Christos P. Panteliadis and Christian Hagel (Hrsg.): Neurologische Therapie im Kindesalter. Evidenzbasierte Therapie. Elsevier/Urban & Fischer, München 2009, ISBN 978-3-437-23075-2.
- Mitautor der Kapitel 20 und 21. In: Christian Dettmers, Klaus Martin Stephan (Hrsg.): Motorische Therapie nach Schlaganfall. Von der Physiologie bis zu den Leitlinien. Hippocampus, Bad Honnef 2011, ISBN 978-3-936817-70-6.
- Kapitel 14: Neurorehabilitation approaches to facilitate motor recovery. In: Michael P. Barnes, David C. Good (Hrsg.): Neurological Rehabilitation (= Handbook of Clinical Neurology. 3rd Series, Volume 110). Elsevier, Edinburgh 2013, ISBN 978-0-444-52901-5.

Als Herausgeber:
- mit Karl-Heinz Mauritz: Neurologische Rehabilitation. 2 Bände. Huber, Bern 1991/1992, ISBN 3-456-82122-0, ISBN 3-456-82324-X.
- mit George E. Stelmach: Sensorimotor Impairment in the Elderly. Kluwer, Dordrecht 1993, ISBN 0-7923-2393-9.